# Kodo Sawaki
Kodo Sawaki (沢木興道 Sawaki Kōdō; n. 16 iunie 1880, Tsu, Japonia – d. 21 decembrie 1965, Antai-ji⁠(d), Prefectura Hyōgo, Japonia) este considerat cel mai important maestru japonez de zen al secolului al XX-lea.